# Čenkov u Malšic
Čenkov u Malšic – przystanek kolejowy w miejscowości Čenkov, w kraju południowoczeskim, w Czechach. Znajduje się na wysokości 505 m n.p.m..  
Na przystanku nie ma możliwości zakupu biletów, a obsługa podróżnych odbywa się w pociągu.

## Linie kolejowe
- 202 Tábor - Bechyně